# Gregorius Grey
Gregorius Grey (* 24. Januar 1978 in Wien; bürgerlich Gregor Staudner) ist ein österreichischer Drehbuchautor, Schauspieler und  Regisseur.

## Leben
Im Jahr 2005 begann Grey, an diversen österreichischen Schauspielhäusern und in der freien Theaterszene zu agieren. Parallel zu seinen Engagements am Theater und beim Film entwickelte er auch seine Leidenschaft für die Fotografie.
Im Jahr 2010 rief er die Filmproduktion „Facedisco Features“ ins Leben und verwirklichte bald darauf sein Regiedebüt – den Kurzfilm Postcard Mafia.  Sein nächster Kurzfilm, Wie das Schwein zum Metzger wurde, nahm im Jahr 2013 unter anderem am ”Shocking Shorts Award“ und beim Internationalen Filmfestival Emden-Norderney teil.
Im Jahr 2016 stellte Grey seinen ersten Langfilm, eine Mockumentary mit dem Titel ”Flitzer – Es gibt keine Helden”, fertig. Die Darsteller waren u. a. Susanna Knechtl und Christian Strasser. Im selben Jahr hatten er und sein Kameramann Bernhard Roschitz mit dem „upcycling Coffee-Shop“ ”The Art of Raw” in Wien ein Kunstprojekt realisiert. Seit 2015 wird die Finanzierung für einen Dokumentarfilm zum Thema Trinkwasser mit dem Titel „Be Water my Friend“ über Crowdfunding initiiert.
Grey arbeitet als Regisseur, Produzent und Schauspieler in Wien, wo er auch mit seiner Frau und seinen fünf Kindern lebt.

## Filmografie
- 2011: Postcard Mafia
- 2013: Wie das Schwein zum Metzger wurde
- 2016: Flitzer – Es gibt keine Helden